# Zack Whyte
Zack Whyte (of Zach Whyte) (?) was een Amerikaanse jazz-bandleider. Hij werd bekend als leider van de territory band Chocolate Beau Brummels, die in de jaren twintig en dertig actief was, voornamelijk in Cincinnati.
Whyte studeerde aan Wilberforce University (Ohio), waar hij tevens banjo speelde in de band Collegians van mede-student en pianist Horace Henderson. Hiervoor schreef Whyte ook arrangementen. Whyte leidde enkele bands en begon eind jaren twintig Chocolate Beau Brummels, waarin onder meer Sy Oliver, Roy Eldridge en Al Sears zouden spelen. De groep maakte in 1929 in Richmond (Indiana) zo'n negen opnames, waarvan sommige werden uitgebracht onder de namen 'Eddie Walker and His Band' en 'Smoke Jackson and His Red Onions'.

## Discografie
- Richmond Rarities 1927-1931, Jazz Oracle (cd)

- International Standard Name Identifier: 0000 0000 5356 4089
- Library of Congress Control Number: no95030823
- Nationale Bibliotheek van Israël: 987012501524905171
- Virtual International Authority File: 6976302
- WorldCat: E39PBJjMCRwkdH8TX87DH4Fh73